# Banisteriopsis maguirei
Banisteriopsis maguirei là một loài thực vật có hoa trong họ Malpighiaceae. Loài này được B.Gates mô tả khoa học đầu tiên năm 1979.